# كايل بوسورث
كايل بوسورث (بالإنجليزية: Kyle Bosworth)‏ هو لاعب كرة قدم أمريكية أمريكي، ولد في 21 نوفمبر 1986 في إيرفينغ في الولايات المتحدة.

## وصلات خارجية
- كايل بوسورث على موقع مرجع كرة القدم المحترفة.كوم (الإنجليزية)